# Isidro Sánchez Macip
Isidro Sánchez Macip (Puebla, México, 5 de junio de 1987) es un exfutbolista y entrenador mexicano con nacionalidad canadiense que jugó como centrocampista para el Puebla F.C. Y las selecciones menores de Canadá.
Actualmente es el entrenado del West Santos FC de la Kings League Américas, Adquirió la nacionalidad canadiense en 2007, para participar con la selección pre-olímpica de ese país, en el torneo clasificatorio de la Concacaf, previo a los Juegos Olímpicos de Beijing. Después de su carrera como futbolista comenzó a prepararse para ser entrenador. Actualmente cuenta con 4 cédulas de entrenador profesional (RFEF España, ENDIT México, CONMEBOL PRO, Pro License USA Soccer), además de una maestría en psicología del deporte. Su primera experiencia fue en el 2013,  cuando obtuvo un cargo como auxiliar técnico en el equipo de Chivas USA. Debutó como primer entrenador en 2015 en Real Cuautitlán  donde logró sacar al equipo de la zona de descenso y ahora entrenador de West Santos FC

## Clubes

### Como jugador
| Equipo                  | País   | Año       |
| ----------------------- | ------ | --------- |
| Puebla F.C.             | México | 2007-2008 |
| Canada Selección Sub-23 | Canadá | 2007-2008 |

### Como entrenador
| Club                | País           | Año       | Cargo              |
| ------------------- | -------------- | --------- | ------------------ |
| Chivas USA          | Estados Unidos | 2013      | Segundo Entrenador |
| Tiburones Rojos     | México         | 2014      | Segundo Entrenador |
| Real Cuautitlán     | México         | 2015      | Entrenador         |
| Puebla FC           | México         | 2016      | Segundo Entrenador |
| Venados de Yucatán  | México         | 2017      | Segundo Entrenador |
| Las Vegas Lights FC | Estados Unidos | 2018      | Entrenador         |
| Tlaxcala F.C.       | México         | 2018-2019 | Entrenador         |
| CD Proas            | México         | 2022      | Entrenador         |
| West Santos FC      | Colombia       | 2023      | Entrenador         |

### Estudios
| Universidad                | País           | Certificado                              | Año       |
| -------------------------- | -------------- | ---------------------------------------- | --------- |
| UEFA A                     | España         | Licencia Entrenador Profesional UEFA     | 2022      |
| Escuela César Luis Menotti | Argentina      | Licencia Entrenador Profesional CONMEBOL | 2019      |
| ENDIT México               | México         | Licencia Entrenador Profesional CONCACAF | 2016      |
| US Soccer Pro              | Estados Unidos | Licencia Entrenador Profesional CONCACAF | 2015      |
| Psicología del deporte     | México         | Maestría                                 | 2007-2008 |